# Mark Demesmaeker
Marc Victor Marie (Mark) Demesmaeker (Halle, 12 september 1958) is een Vlaams-nationalistisch Belgisch politicus voor N-VA.

## Levensloop
Demesmaeker behaalde in 1980 een aggregaat lager secundair onderwijs voor Nederlands, Engels en Geschiedenis aan het Sint-Thomasinstituut in Brussel. Hij werd beroepshalve leraar Nederlands aan het Don Bosco-instituut in Halle, alvorens hij aan zijn televisiecarrière begon. In 1991 werd hij reporter voor het vakantiemagazine Vlaanderen Vakantieland op de VRT. Later stapte hij over naar VTM, waar hij tussen 1992 en 2004 Het Nieuws en het tuinprogramma Groene Vingers presenteerde.
Van 1982 tot 1988 was hij voor de Volksunie gemeenteraadslid van Halle. In 1988 werd Demesmaeker herkozen, maar vanwege zijn drukke beroepsbezigheden nam hij het mandaat niet op.
In 2004 besloot hij zich kandidaat te stellen voor de Vlaamse verkiezingen en voor N-VA op de lijst CD&V/N-VA te gaan staan. Op 13 juni 2004 werd hij rechtstreeks verkozen in het Vlaams Parlement in de kieskring Vlaams-Brabant. In de legislatuur 2004-2009 zetelde hij in deze assemblee in de commissie Brussel en Vlaamse Rand en van 2005 tot 2007 was hij tevens toegevoegd lid van de commissie Leefmilieu en Natuur, Landbouw, Visserij en Plattelandsbeleid en Ruimtelijke Ordening en Onroerend Erfgoed en van januari tot juni 2009 toegevoegd lid van de commissie Wonen, Stedelijk Beleid, Inburgering en Gelijke Kansen. Ook na de volgende Vlaamse verkiezingen van 7 juni 2009 bleef hij Vlaams volksvertegenwoordiger. Van 2009 tot 2013 was hij in het Vlaams Parlement voorzitter van de commissie Brussel en Vlaamse Rand en tezelfdertijd vast lid van de commissie Landbouw, Visserij en Plattelandsbeleid. Daarnaast was Demesmaeker van 2005 tot 2007 algemeen secretaris van N-VA.
Na de gemeenteraadsverkiezingen van oktober 2006 werd Demesmaeker opnieuw verkozen in de gemeenteraad van Halle en begin 2007 werd hij eveneens aangeduid als schepen voor Vlaams Beleid, Cultuur, Toerisme, Openbaar Groen en Leefmilieu. Bij de gemeenteraadsverkiezingen in oktober 2012 was hij N-VA-lijsttrekker. De partij werd toen de grootste in Halle, maar werd niet mee in het bestuur opgenomen. Voor de verkiezingen van oktober 2018 duwde hij de lijst, nadat hij om gezondheidsredenen de eerste plaats aan zich liet passeren. Hij raakte vanop die plaats verkozen. 
Omdat partijgenote Frieda Brepoels burgemeester werd in Bilzen, volgde Demesmaeker haar in februari 2013 op als Europees Parlementslid voor de Europese Vrije Alliantie. Als Vlaams volksvertegenwoordiger werd hij begin februari 2013 opgevolgd door Piet De Bruyn. Als Europarlementslid nam Demesmaeker zitting in de commissie Buitenlandse Zaken en zetelde hij van 2017 tot 2019 eveneens in de commissie Milieubeheer, Volksgezondheid en Voedselveiligheid. Tevens was hij coördinator over de mensenrechten in de fractie van de Europese Conservatieven en Hervormers. Als Europarlementslid maakte hij zich ook verdienstelijk in het verdedigen van de rechten van minderheden, democratie en mensenrechten in verschillende regio's. 
Demesmaeker presenteerde op de Vlaamse televisiezender Vitaya negen seizoenen het programma Tuindromen met Mark. In 2015 werd hij als lid van het Europees Parlement benoemd tot ridder in de Oekraïense Orde van Verdienste in de IIIe Klasse voor zijn ‘belangrijke bijdrage aan het versterken van de internationale autoriteit van de Oekraïense staat’.
In 2018 opende het Openbaar Ministerie een onderzoek naar Demesmaeker, omdat hij zich mogelijk onterecht onvermogend laat verklaren en een aanzienlijke fiscale schuld had.
In mei 2019 stond hij op de vierde plaats voor de Europese Parlementsverkiezingen. Zijn partij wist echter zijn vierde zetel niet te behouden en Demesmaeker werd zo niet herkozen. Wel werd hij gekozen als gecoöpteerd senator voor de Belgische Senaat. Ook was hij vanaf juli 2019 lid van de Parlementaire Assemblee van de Organisatie voor Veiligheid en Samenwerking in Europa. Demesmaeker bleef senator tot in juni 2024. 
Bij de Vlaamse verkiezingen van juni 2024 was Demesmaeker lijstduwer in de kieskring Vlaams-Brabant. Hij behaalde 11.000 voorkeurstemmen, maar werd niet verkozen.
In oktober 2024 voerde Demesmaeker bij de gemeenteraadsverkiezingen de lijst van N-VA in Halle aan en zodoende kandidaat-burgemeester van de partij. N-VA werd de grootste partij en vormde een coalitie met CD&V, maar Demesmaeker had minder voorkeurstemmen behaald dan zijn partijgenote Eva Demesmaeker, die daardoor aanspraak kon maken op het burgemeesterschap. Wel werd Mark Demesmaeker in december 2024 eerste schepen, bevoegd voor Lokale Economie, Burgerlijke Stand, Toerisme, Erfgoed en Dierenwelzijn. 
In 2023 ontving hij een Armeense Medal of Gratitude.
- Gemeinsame Normdatei: 1100357068
- Virtual International Authority File: 14146462542827770313
- WorldCat: E39PBJxmyWcQY9dyxpXQ9BPxXd